# 구지로
구지로(Guji-ro)는 경상남도 김해시 내외동 내동사거리에서 김해시 동상동새동네삼거리 를잇는 도로이다.

## 주요 경유지
경상남도
- 김해시 (내외동 . 북부동 . 동상동)

## 노선
| 이름             | 접속 노선                | 소재지 | 소재지 | 비고 |
| ---------------- | ------------------------ | ------ | ------ | ---- |
| 내동사거리       | 국도 제58호선 (금관대로) | 김해시 | 내외동 |      |
| 대우아파트사거리 | 우암로                   | 김해시 | 내외동 |      |
| 연지사거리       | 내외중앙로               | 김해시 | 내외동 |      |
| 경원교사거리     | 김해대로                 | 김해시 | 내외동 |      |
| 경원교           |                          | 김해시 | 내외동 |      |
|                  | 북부동                   | 김해시 |        |      |
| 가야사거리       | 가야의길                 | 김해시 |        |      |
| 교육청삼거리     | 구지로112번길            | 김해시 |        |      |
| 김해여중삼거리   | 구지로124번길            | 김해시 |        |      |
| 대성동사거리     | 가락로                   | 김해시 |        |      |
| 향교앞 교차로    | 가락로150번길            | 김해시 |        |      |
| 해성사사거리     | 호계로                   | 김해시 | 동상동 |      |
| 새동네삼거리     | 가야로                   | 김해시 | 동상동 |      |

## 주요 건물 및 시설
- LG전자 베스트샵 김해내동점 (구지로 30/내동 1129-5)
- 롯데하이마트 김해내동점 (구지로 36/내동 1128-2)
- KT&G 김해지사 (구지로 46/내동 1134-1)
- 이디야커피 김해내동레미안점 (구지로 54/내동 1133-1)
- 이마트24 내동현대1차점 (구지로 57/내동 1132-4)
- 김해종합관광안내소 (구지로 95/대성동 463-6)
- 경상남도김해교육지원청 (구지로 105/대성동 82-1)
- 이마트24 김해대성중앙점 (구지로 112/대성동 85-5)
- 이디야커피 김해여고점 (구지로 158/대성동 253-3)
- 김해동부소방서 동상119안전센터 (구지로 179/동성동 297-1)